# Мороз Осип
Д-р Óсип Григорович Морóз (12 грудня 1926, Підгайці — 12 листопада 2013, Кергонксон, Нью-Йорк, США) — економіст, кібернетик, філософ, футуролог, громадський діяч.

## Життєпис
Народився у м. Підгайцях окупованої ЗУНР в родині Григорія Мороза, ремісника-столяра, та Марії (з Залуцьких).
У 1936 році родина переїхала до Яремчого Станіславського воєводства, де здобув початкову освіту. У липні 1944 р. родина еміґрувала до Німеччини. Перебуваючи в таборах ДіПі, Осип навчався на Українських ґімназійних матуральних курсах у Мюнхені (1945—1948). У 1949 переїхали до США.
1951 р. одружився з Марією Лавришко.
У 1952 обраний головою Товариства студентської молоді ім. Миколи Міхновського та Української Студентської громади (у Нью-Йорку).
Навчався Школа торгівлі, бухгалтерії та фінансів (1953—1957; бакалавр) при Нью-Йоркському університеті, Школа мистецтв і науки (1957—1963)), Новій школі соціальних досліджень у Нью-Йорку (1966—1972), Українському Вільному університеті у Мюнхені (1972—1974; маґістр).
1974 — доктор економіки. Тема дисертації: «Причини і наслідки колективізації в Українській Радянській Соціалістичній республіці».
Працював фінансовим керівником корпорацій і навчальних закладів, зокрема директором бюджету в Інституті міжнародної освіти у Нью-Йорку (1970—1977), проректором з адміністративної роботи коледжу Bay Community (Велс, Массачусетс (1977—1982), директором ділових справ та фінансів Державного університету штату Нью-Йорк у м. Перчес (1982—1989).
Починаючи з 1989 року, щороку приїжджав до України, працював радником і консультантом навчальних і державних структур на громадських засадах: Львівського університету ім. Франка, Київського політехнічного інституту (де ініціював створення кафедри менеджменту (1991) та інших. Був радником Президента України з політико-правових питань (1993), радником Комітету з питань законодавства і законності Верховної Ради України (1993—1994), радником Відділу соціально-трудових відносин і зв'язків з професійними спілками, Відділу науки і нових технологій та Державного Комітету з науки, технології та індустріальної політики Кабінету Міністрів України (1994—1995). З 1994 — член Українського міжнародного комітету з питань науки і культури при Національній Академії наук України.
Від 1988 року — член Світового футурологічного товариства. З 2001 року — дійсний член Українського товариства «Інтелект нації» (Київ). Ініціатор та голова Наглядової ради Українського футурологічного товариства (з грудня 2006).Професійний член Світового Футурологічного Товариства (WFS) (1988), дійсний член Української Вільної Академії наук (США; 1998), НТШ у США (2007), Українського міжнародного комітету з питань науки і культури при НАНУ (1994).
Доктор економічних наук (1974), Почесний доктор Національного університету «Київський політехнічний інститут» (1991). Закордонний член редакції журналу «Універсум» (Львів), член Редакційної ради Альбому «Видатні постаті закордонного українства».
З 1998 — дійсний член Української Вільної Академії наук (УВАН) у США, з 2007 — Наукового товариства імені Шевченка у США.
Проживав у місті Кергонксон, штат Нью-Йорк, США, де й помер 12 листопада 2013.

## Автор книг
- Українське селянство першої половини XX століття. Трагедія і героїзм (співавт. Степан Злупко). — Львів, 1997. — 165 с.
- Україна: шляхи вдосконалення держави. Спроба соціального прогнозування. — Львів. — 1998. — 98 с.
- Українська католицька парафія Пресвятої Трійці. Кергонксон, Н. Й. 35-ліття Парафії і 25-ліття Церкви (голова колегії видання ювілейної книги). — Кергонксон, Н. Й., 2000. — 159 с., 121 іл.
- Модерна нація: українець у часі і просторі (упорядник Онуфрій Банах). — Львів, 2001. — 448 с.
- «Доктрина Кравчука». Начерк програми інтелектуалізації і формування модерної української нації (співавт. Віталій Врублевський Юрій Саєнко). — Київ, 2001. — 84 с.
- Час інтелекту: сукупний український розум (співавт. Юрій Саєнко. — Львів, 2002. — 96 с.
- Думки, концепції, дії (упорядники Юрій Саєнко, Петро Парипа). — Київ, 2005. — 140 с.